# Voetbalelftal van de Duitse Democratische Republiek in 1981
Het Voetbalelftal van de Duitse Democratische Republiek speelde in totaal zes interlands in het jaar 1981, waaronder vier duels in de kwalificatiereeks voor de WK-eindronde in Spanje (1982). De nationale selectie stond voor het twaalfde opeenvolgende jaar onder leiding van bondscoach Georg Buschner. Hij stapte op na de thuisnederlaag tegen Polen (2-3) op 10 oktober. Buschner werd opgevolgd door Bernd Stange.

## Balans
| Wedstrijden | Wedstrijden | Wedstrijden | Wedstrijden | Doelpunten | Doelpunten | Doelpunten | Punten |
| Gespeeld    | Winst       | Gelijk      | Verlies     | Voor       | Tegen      | Saldo      | Punten |
| ----------- | ----------- | ----------- | ----------- | ---------- | ---------- | ---------- | ------ |
| 6           | 3           | 1           | 2           | 14         | 6          | +8         | 1.167  |

## Interlands
|                                                  |                |       |                                                   |                                                                                 |
| 4 april WK-kwalificatie № 188 «onderlinge duels» | Malta          | 1 – 2 | Duitse Democratische Republiek                    | Gzirah Stadion, Valletta Toeschouwers: 6.000 Scheidsrechter: Peter Reeves (ENG) |
| 4 april WK-kwalificatie № 188 «onderlinge duels» | Leli Fabri 11' |       | 20' (pen.) Rüdiger Schnuphase 44' Reinhard Häfner | Gzirah Stadion, Valletta Toeschouwers: 6.000 Scheidsrechter: Peter Reeves (ENG) |

|                                                     |        |       |                                |                                                                              |
| 19 april Vriendschappelijk № 189 «onderlinge duels» | Italië | 0 – 0 | Duitse Democratische Republiek | Stadio Friuli, Udine Toeschouwers: 20.100 Scheidsrechter: John Hunting (ENG) |
| 19 april Vriendschappelijk № 189 «onderlinge duels» |        |       |                                | Stadio Friuli, Udine Toeschouwers: 20.100 Scheidsrechter: John Hunting (ENG) |

|                                                |                    |       |                                |                                                                                     |
| 2 mei WK-kwalificatie № 190 «onderlinge duels» | Polen              | 1 – 0 | Duitse Democratische Republiek | Stadion Śląski, Chorzów Toeschouwers: 74.000 Scheidsrechter: Vojtěch Christov (TCH) |
| 2 mei WK-kwalificatie № 190 «onderlinge duels» | Andrzej Buncol 56' |       |                                | Stadion Śląski, Chorzów Toeschouwers: 74.000 Scheidsrechter: Vojtěch Christov (TCH) |

|                                                   | |       |      |                                                                                             |
| 19 mei Vriendschappelijk № 191 «onderlinge duels» | Duitse Democratische Republiek                                                                     | 5 – 0 | Cuba | Stadion Der Bergarbeiter, Senftenberg Toeschouwers: 6.000 Scheidsrechter: Ján Veverka (TCH) |
| 19 mei Vriendschappelijk № 191 «onderlinge duels» | Jürgen Heun 12' Rüdiger Schnuphase 45' Joachim Streich 60' ?? Hernández 73' (e.d.) Jürgen Heun 84' |       |      | Stadion Der Bergarbeiter, Senftenberg Toeschouwers: 6.000 Scheidsrechter: Ján Veverka (TCH) |

|                                                     |                                                   |       |                                                                      |                                                                                          |
| 10 oktober WK-kwalificatie № 192 «onderlinge duels» | Duitse Democratische Republiek                    | 2 – 3 | Polen                                                                | Zentralstadion, Leipzig Toeschouwers: 85.000 Scheidsrechter: Augusto Lamo Castillo (ESP) |
| 10 oktober WK-kwalificatie № 192 «onderlinge duels» | Rüdiger Schnuphase 53' (pen.) Joachim Streich 66' |       | 2' Andrzej Szarmach 5' Włodzimierz Smolarek 62' Włodzimierz Smolarek | Zentralstadion, Leipzig Toeschouwers: 85.000 Scheidsrechter: Augusto Lamo Castillo (ESP) |

|                                                      | |       |                          |                                                                                    |
| 11 november WK-kwalificatie № 193 «onderlinge duels» | Duitse Democratische Republiek                                                                     | 5 – 1 | Malta                    | Ernst-Abbe-Sportfeld, Jena Toeschouwers: 2.000 Scheidsrechter: Fred McKnight (NIR) |
| 11 november WK-kwalificatie № 193 «onderlinge duels» | Andreas Krause 11' Joachim Streich 35' Jürgen Heun 71' Joachim Streich 75' John Holland 90' (e.d.) |       | 41' Ernest Spiteri-Gonzi | Ernst-Abbe-Sportfeld, Jena Toeschouwers: 2.000 Scheidsrechter: Fred McKnight (NIR) |

## Statistieken
| Hans-Ulrich Grapenthin | 1943-09-02 | FC Carl Zeiss Jena  | 4 | 0 | 0 | 21 | 0  |
| Bodo Rudwaleit         | 1957-08-03 | BFC Dynamo Berlin   | 1 | 1 | 0 | 7  | 0  |
| Jürgen Croy            | 1946-10-19 | Sachsenring Zwickau | 1 | 0 | 0 | 94 | 0  |
| Verdediging            |            |                     |   |   |   |    |    |
| Hans-Jürgen Dörner     | 1951-01-25 | Dynamo Dresden      | 4 | 1 | 0 | 70 | 6  |
| Lothar Kurbjuweit      | 1950-11-06 | FC Carl Zeiss Jena  | 4 | 0 | 0 |    |    |
| Dieter Strozniak       | 1955-01-14 | Hallescher FC       | 3 | 1 | 0 | 5  | 0  |
| Udo Schmuck            | 1952-10-29 | Dynamo Dresden      | 3 | 0 | 0 | 7  | 1  |
| Frank Baum             | 1956-03-30 | Lokomotive Leipzig  | 2 | 0 | 0 | 6  | 0  |
| Martin Trocha          | 1957-12-24 | FC Carl Zeiss Jena  | 2 | 0 | 0 |    |    |
| Artur Ullrich          | 1957-10-10 | BFC Dynamo Berlin   | 2 | 0 | 0 |    |    |
| Andreas Krause         | 1957-07-30 | FC Carl Zeiss Jena  | 1 | 0 | 1 | 1  | 1  |
| Michael Noack          | 1955-02-07 | BFC Dynamo Berlin   | 1 | 0 | 0 |    |    |
| Rainer Troppa          | 1958-08-02 | BFC Dynamo Berlin   | 1 | 0 | 0 | 1  | 0  |
| Konrad Weise           | 1951-08-17 | FC Carl Zeiss Jena  | 1 | 0 | 0 | 78 | 1  |
| Middenveld             |            |                     |   |   |   |    |    |
| Rüdiger Schnuphase     | 1954-01-23 | FC Carl Zeiss Jena  | 6 | 0 | 3 | 27 | 5  |
| Wolfgang Steinbach     | 1954-09-21 | 1. FC Magdeburg     | 5 | 1 | 0 |    |    |
| Matthias Liebers       | 1958-11-22 | Lokomotive Leipzig  | 4 | 1 | 0 |    |    |
| Reinhard Häfner        | 1952-02-02 | Dynamo Dresden      | 4 | 0 | 1 |    |    |
| Andreas Bielau         | 1958-08-27 | FC Carl Zeiss Jena  | 3 | 1 | 0 |    |    |
| Jürgen Pommerenke      | 1953-01-22 | 1. FC Magdeburg     | 1 | 0 | 0 |    |    |
| Rainer Ernst           | 1961-12-31 | BFC Dynamo Berlin   | 0 | 1 | 0 | 1  | 0  |
| Aanval                 |            |                     |   |   |   |    |    |
| Joachim Streich        | 1951-04-13 | 1. FC Magdeburg     | 4 | 1 | 4 |    |    |
| Martin Hoffmann        | 1955-03-22 | 1. FC Magdeburg     | 4 | 0 | 0 | 66 | 16 |
| Hans-Jürgen Riediger   | 1955-12-20 | BFC Dynamo Berlin   | 3 | 0 | 0 | 37 | 5  |
| Jürgen Heun            | 1958-05-26 | Rot-Weiß Erfurt     | 1 | 2 | 3 | 4  | 3  |
| Wolf-Rüdiger Netz      | 1950-12-15 | BFC Dynamo Berlin   | 1 | 0 | 0 | 2  | 0  |